# A Ferencvárosi TC 1964-es szezonja
A Ferencvárosi TC 1964-es szezonja szócikk a Ferencvárosi TC első számú férfi labdarúgócsapatának egy szezonjáról szól, mely összességében és sorozatban is a 63. idénye volt a csapatnak a magyar első osztályban. A klub fennállásának ekkor volt a 65. évfordulója.

## Mérkőzések
| Színmagyarázat | Színmagyarázat |
| -------------- | -------------- |
|                | Győzelem.      |
|                | Döntetlen.     |
|                | Vereség.       |

### Vásárvárosok kupája 1964–65
1. forduló
| 1964. szeptember 9. |

| Ferencváros          | 2 – 0               | Zbrojovka Brno |
| -------------------- | ------------------- | -------------- |
| Varga 10' Albert 26' | (2 – 0) Jegyzőkönyv |                |

| Népstadion, Budapest Nézőszám: 45 000 Játékvezető: Kitsoukalisz (görög) |

| 1964. szeptember 16. |

| Zbrojovka Brno | 1 – 0               | Ferencváros |
| -------------- | ------------------- | ----------- |
| Vojta 23'      | (1 – 0) Jegyzőkönyv |             |

| Brno Nézőszám: 15 000 Játékvezető: Komsa (román) |

2. forduló
| 1964. október 28. 19:30 |

| Wiener Sport-Club | 1 – 0               | Ferencváros |
| ----------------- | ------------------- | ----------- |
| Hörmayer 35'      | (1 – 0) Jegyzőkönyv |             |

| Bécs Nézőszám: 12 000 Játékvezető: Koller (svájci) |

| 1964. november 4. 17:00 |

| Ferencváros                    | 2 – 1               | Wiener Sport-Club |
| ------------------------------ | ------------------- | ----------------- |
| Novák 34' (11-esből) Varga 66' | (1 – 1) Jegyzőkönyv | Hörmayer 33'      |

| Népstadion, Budapest Nézőszám: 20 000 Játékvezető: Fritz Köpcke (német) |

2. forduló – újrajátszás
| 1964. november 18. 17:00 |

| Ferencváros    | 2 – 0               | Wiener Sport-Club |
| -------------- | ------------------- | ----------------- |
| Albert 58' 75' | (0 – 0) Jegyzőkönyv |                   |

| Népstadion, Budapest Nézőszám: 40 000 Játékvezető: Jozef Krňávek (csehszlovák) |

(folytatását lásd az 1965-ös szezonnál)

### NB 1 1964

#### Tavaszi fordulók
| 1. forduló 1964. március 15. |

| Ferencváros    | 2 – 0               | Komlói Bányász |
| -------------- | ------------------- | -------------- |
| Albert 30' 58' | (1 – 0) Jegyzőkönyv |                |

| Népstadion, Budapest Nézőszám: 5 000 Játékvezető: Soós Gábor (magyar) |

| 2. forduló 1964. március 22. |

| SZEAC     | 1 – 2               | Ferencváros          |
| --------- | ------------------- | -------------------- |
| Nemes 17' | (1 – 0) Jegyzőkönyv | Rákosi 75' Varga 88' |

| Szeged Nézőszám: 12 000 Játékvezető: Farkas István (magyar) |

| 3. forduló 1964. március 25. |

| Ferencváros                       | 3 – 2               | Dorogi Bányász          |
| --------------------------------- | ------------------- | ----------------------- |
| Rákosi 61' Dalnoki 86' Albert 90' | (0 – 0) Jegyzőkönyv | Szűcs 71' Monostori 75' |

| Népstadion, Budapest Nézőszám: 28 000 Játékvezető: Soós Béla (magyar) |

| 4. forduló 1964. május 27. |

| Ferencváros                  | 4 – 1               | Újpesti Dózsa |
| ---------------------------- | ------------------- | ------------- |
| Varga 20' Albert 44' 81' 87' | (2 – 1) Jegyzőkönyv | Bene 22'      |

| Népstadion, Budapest Nézőszám: 60 000 Játékvezető: Titti (osztrák) |

- Elhalasztott mérkőzés.

| 5. forduló 1964. április 4. |

| Csepel SC | 0 – 2               | Ferencváros                |
| --------- | ------------------- | -------------------------- |
|           | (0 – 1) Jegyzőkönyv | Fenyvesi J. 43' Albert 54' |

| Népstadion, Budapest Nézőszám: 50 000 Játékvezető: Balla Gyula (magyar) |

| 6. forduló 1964. április 8. |

| Ferencváros                      | 2 – 0               | MTK |
| -------------------------------- | ------------------- | --- |
| Albert 35' (11-esből) Rátkai 37' | (2 – 0) Jegyzőkönyv |     |

| Népstadion, Budapest Nézőszám: 30 000 Játékvezető: Skorić (jugoszláv) |

| 7. forduló 1964. április 12. |

| Diósgyőr | 0 – 2               | Ferencváros                |
| -------- | ------------------- | -------------------------- |
|          | (0 – 0) Jegyzőkönyv | Albert 66' Fenyvesi M. 72' |

| DVTK-stadion, Miskolc Nézőszám: 25 000 Játékvezető: Horváth Lajos (magyar) |

| 8. forduló 1964. április 19. |

| Ferencváros        | 3 – 2               | Pécsi Dózsa        |
| ------------------ | ------------------- | ------------------ |
| Albert 34' 70' 76' | (1 – 2) Jegyzőkönyv | Vári 10' Dunai 16' |

| Népstadion, Budapest Nézőszám: 65 000 Játékvezető: Petri Sándor (magyar) |

| 9. forduló 1964. május 10. |

| Debreceni VSC | 0 – 3               | Ferencváros               |
| ------------- | ------------------- | ------------------------- |
|               | (0 – 0) Jegyzőkönyv | Albert 50' 75' Rátkai 74' |

| Nagyerdei stadion, Debrecen Nézőszám: 22 000 Játékvezető: Radó János (magyar) |

| 10. forduló 1964. május 17. |

| Ferencváros                          | 2 – 1               | Budapesti Honvéd |
| ------------------------------------ | ------------------- | ---------------- |
| Novák 49' (11-esből) Fenyvesi M. 56' | (0 – 1) Jegyzőkönyv | Tichy 33'        |

| Népstadion, Budapest Nézőszám: 60 000 Játékvezető: Fencl (csehszlovák) |

| 11. forduló 1964. május 31. |

| Vasas         | 2 – 1               | Ferencváros          |
| ------------- | ------------------- | -------------------- |
| Puskás 2' 14' | (2 – 0) Jegyzőkönyv | Novák 47' (11-esből) |

| Népstadion, Budapest Nézőszám: 65 000 Játékvezető: Živko Bajić (jugoszláv) |

| 12. forduló 1964. június 3. |

| Győri Vasas ETO       | 2 – 2               | Ferencváros                     |
| --------------------- | ------------------- | ------------------------------- |
| Korsós 12' Győrfi 30' | (2 – 1) Jegyzőkönyv | Albert 17' Novák 85' (11-esből) |

| Győr Nézőszám: 16 000 Játékvezető: Dimitris Wlachojanis (osztrák) |

| 13. forduló 1964. június 7. |

| Ferencváros                                      | 6 – 1               | Tatabányai Bányász |
| ------------------------------------------------ | ------------------- | ------------------ |
| Albert 20' 23' 56' 57' Fenyvesi J. 40' Varga 41' | (4 – 0) Jegyzőkönyv | Menczel 87'        |

| Népstadion, Budapest Nézőszám: 70 000 Játékvezető: Josef Stoll (osztrák) |

#### Őszi fordulók
| 14. forduló 1964. július 5. |

| Komlói Bányász | 0 – 3               | Ferencváros                          |
| -------------- | ------------------- | ------------------------------------ |
|                | (0 – 1) Jegyzőkönyv | Fenyvesi M. 10' Varga 56' Rátkai 90' |

| Komló Nézőszám: 10 000 Játékvezető: Horváth Lajos (magyar) |

| 15. forduló 1964. július 12. |

| Ferencváros                      | 3 – 0               | SZEAC |
| -------------------------------- | ------------------- | ----- |
| Rátkai 39' Juhász 52' Mátrai 64' | (1 – 0) Jegyzőkönyv |       |

| Népstadion, Budapest Nézőszám: 30 000 Játékvezető: Bíróczky János (magyar) |

| 16. forduló 1964. július 15. |

| Dorogi Bányász | 1 – 2               | Ferencváros               |
| -------------- | ------------------- | ------------------------- |
| Szuromi 76'    | (0 – 0) Jegyzőkönyv | Fenyvesi M. 50' Novák 64' |

| Bányász stadion, Dorog Nézőszám: 14 000 Játékvezető: Aranyosi Lajos (magyar) |

| 17. forduló 1964. július 19. |

| Újpesti Dózsa                                    | 4 – 2               | Ferencváros               |
| ------------------------------------------------ | ------------------- | ------------------------- |
| Bene 5' 28' Várhidi 33' (11-esből) Kuharszki 74' | (3 – 2) Jegyzőkönyv | Varga 15' Fenyvesi M. 18' |

| Népstadion, Budapest Nézőszám: 80 000 Játékvezető: Antonio Sbardella (olasz) |

| 18. forduló 1964. július 26. |

| Ferencváros                    | 3 – 1               | Csepel SC        |
| ------------------------------ | ------------------- | ---------------- |
| Varga 7' Rákosi 44' Juhász 78' | (2 – 0) Jegyzőkönyv | Rottenbiller 67' |

| Népstadion, Budapest Nézőszám: 20 000 Játékvezető: Soós Gábor (magyar) |

| 19. forduló 1964. augusztus 2. |

| MTK      | 1 – 2               | Ferencváros        |
| -------- | ------------------- | ------------------ |
| Nagy 68' | (0 – 1) Jegyzőkönyv | Fenyvesi M. 5' 73' |

| Népstadion, Budapest Nézőszám: 50 000 Játékvezető: Varadinać (jugoszláv) |

| 20. forduló 1964. augusztus 9. |

| Ferencváros                              | 4 – 0               | Diósgyőr |
| ---------------------------------------- | ------------------- | -------- |
| Fenyvesi J. 4' Juhász 33' 73' Rákosi 65' | (2 – 0) Jegyzőkönyv |          |

| Népstadion, Budapest Nézőszám: 30 000 Játékvezető: Müncz György (magyar) |

| 21. forduló 1964. augusztus 16. |

| Pécsi Dózsa        | 1 – 1               | Ferencváros |
| ------------------ | ------------------- | ----------- |
| Mátrai 64' (öngól) | (0 – 0) Jegyzőkönyv | Varga 85'   |

| PMFC Stadion, Pécs Nézőszám: 22 000 Játékvezető: Horváth Lajos (magyar) |

| 22. forduló 1964. augusztus 23. |

| Ferencváros           | 2 – 0               | Debreceni VSC |
| --------------------- | ------------------- | ------------- |
| Rákosi 54' Juhász 80' | (0 – 0) Jegyzőkönyv |               |

| Népstadion, Budapest Nézőszám: 25 000 Játékvezető: Bircsák Gusztáv (magyar) |

| 23. forduló 1964. augusztus 26. |

| Budapesti Honvéd                  | 4 – 1               | Ferencváros |
| --------------------------------- | ------------------- | ----------- |
| Tóth 17' 81' Tichy 37' Komora 58' | (2 – 0) Jegyzőkönyv | Rákosi 90'  |

| Népstadion, Budapest Nézőszám: 65 000 Játékvezető: Skorić (jugoszláv) |

| 24. forduló 1964. augusztus 30. |

| Ferencváros | 0 – 3               | Vasas                     |
| ----------- | ------------------- | ------------------------- |
|             | (0 – 1) Jegyzőkönyv | Farkas 28' 53' Puskás 68' |

| Népstadion, Budapest Nézőszám: 45 000 Játékvezető: Paul Schiller (osztrák) |

| 25. forduló 1964. szeptember 6. |

| Tatabányai Bányász | 0 – 1               | Ferencváros |
| ------------------ | ------------------- | ----------- |
|                    | (0 – 0) Jegyzőkönyv | Rákosi 64'  |

| Városi Stadion, Tatabánya Nézőszám: 25 000 Játékvezető: Botić (jugoszláv) |

| 26. forduló 1964. szeptember 13. |

| Ferencváros | 0 – 0               | Győri Vasas ETO |
| ----------- | ------------------- | --------------- |
|             | (0 – 0) Jegyzőkönyv |                 |

| Népstadion, Budapest Nézőszám: 65 000 Játékvezető: Živko Bajić (jugoszláv) |

#### A végeredmény
|    | Csapat             | Játszott | Gy | D  | V  | L  | K  | Gk  | Pont | Megjegyzés                         |
| -- | ------------------ | -------- | -- | -- | -- | -- | -- | --- | ---- | ---------------------------------- |
| 1  | Ferencváros        | 26       | 19 | 3  | 4  | 58 | 27 | +31 | 41   | Bajnok, 1965–1966-os BEK selejtező |
| 2  | Bp. Honvéd SE      | 26       | 17 | 4  | 5  | 62 | 31 | +31 | 38   | 1965–66-os KEK selejtező           |
| 3  | Tatabányai Bányász | 26       | 13 | 8  | 5  | 49 | 28 | +21 | 34   |                                    |
| 4  | Győri ETO          | 26       | 12 | 9  | 5  | 38 | 25 | +13 | 33   |                                    |
| 5  | Újpesti Dózsa      | 26       | 14 | 5  | 7  | 53 | 38 | +15 | 33   | 1965–1966-os vásárvárosok kupája   |
| 6  | Vasas SC           | 26       | 12 | 7  | 7  | 44 | 31 | +13 | 31   | 1965-ös közép-európai kupa         |
| 7  | MTK                | 26       | 11 | 5  | 10 | 42 | 47 | -5  | 27   |                                    |
| 8  | Dorogi Bányász     | 26       | 7  | 9  | 10 | 31 | 33 | -2  | 23   |                                    |
| 9  | Csepel SC          | 26       | 9  | 2  | 15 | 30 | 42 | -12 | 20   |                                    |
| 10 | Szegedi EAC        | 26       | 6  | 8  | 12 | 33 | 47 | -14 | 20   |                                    |
| 11 | Pécsi Dózsa        | 26       | 4  | 10 | 12 | 29 | 37 | -8  | 18   |                                    |
| 12 | Komlói Bányász     | 26       | 5  | 8  | 13 | 20 | 49 | -29 | 18   |                                    |
| 13 | Debreceni VSC      | 26       | 5  | 4  | 17 | 24 | 54 | -30 | 14   | Kiestek az NB II-be                |
| 14 | Diósgyőri VTK      | 26       | 4  | 6  | 16 | 14 | 38 | -24 | 14   | Kiestek az NB II-be                |

#### Eredmények összesítése
Az alábbi táblázatban összesítve szerepelnek a Ferencvárosi TC 1964-es bajnokságban elért eredményei.
| Ősz/tavasz (forduló)   | Otthon | Otthon | Otthon | Otthon | Otthon | Otthon | Otthon | Idegenben | Idegenben | Idegenben | Idegenben | Idegenben | Idegenben | Idegenben |
| Ősz/tavasz (forduló)   | M      | GY     | D      | V      | LG–KG  | GK     | P      | M         | GY        | D         | V         | LG–KG     | GK        | P         |
| ---------------------- | ------ | ------ | ------ | ------ | ------ | ------ | ------ | --------- | --------- | --------- | --------- | --------- | --------- | --------- |
| Tavaszi szezon (1–13.) | 7      | 7      | 0      | 0      | 22–7   | +15    | 14     | 6         | 4         | 1         | 1         | 12–5      | +7        | 9         |
| Őszi szezon (14–26.)   | 6      | 4      | 1      | 1      | 12–4   | +8     | 9      | 7         | 4         | 1         | 2         | 12–11     | +1        | 9         |
| Összesen (1–26.)       | 13     | 11     | 1      | 1      | 34–11  | +23    | 23     | 13        | 8         | 2         | 3         | 24–16     | +8        | 18        |

### Magyar kupa 1964
| 1964. július 22. |

| Martfű | 1 – 4       | Ferencváros   |
| ------ | ----------- | ------------- |
|        | Jegyzőkönyv | Juhász Rákosi |

| Martfű |

| 1964. július 29. |

| Honvéd Kilián SE | 2 – 13      | Ferencváros                            |
| ---------------- | ----------- | -------------------------------------- |
|                  | Jegyzőkönyv | Juhász Németh Fenyvesi M. Rákosi Varga |

| Szolnok |

| 1964. augusztus 5. |

| Szolnoki MÁV | 0 – 6       | Ferencváros                |
| ------------ | ----------- | -------------------------- |
|              | Jegyzőkönyv | Rákosi Friedmanszky Németh |

| Szolnok |

| 1964. augusztus 12. |

| Nagykőrösi Kinizsi | 0 – 5       | Ferencváros                |
| ------------------ | ----------- | -------------------------- |
|                    | Jegyzőkönyv | Rákosi Friedmanszky Juhász |

| Nagykőrös |

Nyolcaddöntő
| 1964. augusztus 19. |

| Debreceni Kinizsi | 1 – 5       | Ferencváros                |
| ----------------- | ----------- | -------------------------- |
|                   | Jegyzőkönyv | Németh Friedmanszky Juhász |

| Debrecen |

Negyeddöntő
| 1964. szeptember 19. |

| Miskolci Honvéd | 2 – 5               | Ferencváros        |
| --------------- | ------------------- | ------------------ |
| Harangi         | (2 – 2) Jegyzőkönyv | Fenyvesi J. Albert |

| Miskolc Nézőszám: 12 000 Játékvezető: Bircsák Gusztáv (magyar) |

Elődöntő
| 1964. november 1. |

| Győri Vasas ETO | 2 – 0 (h. u.)       | Ferencváros |
| --------------- | ------------------- | ----------- |
|                 | (0 – 0) Jegyzőkönyv |             |

| Győr Nézőszám: 8 000 |

A 3. helyért
| 1964. november 8. |

| Testvériség | 1 – 6       | Ferencváros               |
| ----------- | ----------- | ------------------------- |
|             | Jegyzőkönyv | Albert Friedmanszky Varga |

| Hungária körút, Budapest |

### Egyéb mérkőzések
| 1964. március 28. |

| Rapid Wien | 3 – 3       | Ferencváros   |
| ---------- | ----------- | ------------- |
|            | Jegyzőkönyv | Albert Rátkai |

| Bécs |

| 1964. március 30. |

| Ferencváros   | 2 – 1       | Austria Wien |
| ------------- | ----------- | ------------ |
| Albert Rákosi | Jegyzőkönyv |              |

| Népstadion, Budapest |

| 1964. június 20. |

| Ferencváros          | 6 – 0               | Kremser SC |
| -------------------- | ------------------- | ---------- |
| Rátkai Juhász Németh | (4 – 0) Jegyzőkönyv |            |

| Üllői út, Budapest Nézőszám: 7 000 Játékvezető: Bíróczky János (magyar) |

| 1964. június 28. |

| Losonc válogatott | 1 – 5       | Ferencváros         |
| ----------------- | ----------- | ------------------- |
|                   | Jegyzőkönyv | Albert Varga Rátkai |

| Losonc |

| 1964. július 1. |

| Dukla Komárno | 1 – 4       | Ferencváros           |
| ------------- | ----------- | --------------------- |
|               | Jegyzőkönyv | Albert Rátkai Dalnoki |

| Komárom |

## Külső hivatkozások
- A csapat hivatalos honlapja (magyarul)
- Az 1964-es szezon menetrendje a tempofradi.hu-n (magyarul)